# Jaciment de Fares
Fares és un assentament al pla de Fares (poble de Fares) en el terme municipal de Sant Ferriol, (la Garrotxa), inclòs a l'Inventari del Patrimoni Arqueològic i Paleontològic de Catalunya.
Aquest poble està format per un petit nucli, on hi ha l'església de Santa Maria de Fares i un grup de masies que envoltaven el nucli.
Aquí s'hi van trobar unes restes d'habitació sense estructures. Es troba en una explotació agropecuària a la dreta del riu Fluvià, en uns camps al costat de la carretera de Banyoles a Besalú. Aquest assentament va ser descobert l'any 1973 per l'arqueòleg Josep Canal que va trobar, en uns camps de conreu prop de la carretera entre Banyoles i Besalú, unes restes lítiques. Com està a prop de la carretera C-66 té un accés fàcil per arribar al jaciment. És un lloc d'habitacions sense estructura.
En aquest jaciment s'hi han trobat restes lítiques: un chopping-tool sobre un fragment de 3x4 amb l'aresta sinuosa formant la zona de tall; un chopping tool amb dues extraccions sobre còdol aplanat de quarsita; i una peça atípica de quars amb uns rebaixos laterals on hi havia una forta concreció calcària que probablement va ser emmanegada.
L'arqueòleg Josep Canal va trobar tres instruments paleolítics basant-se en la informació donada pel Sr. E. Sunyer de Barcelona. La intervenció en aquest jaciment va ser duta al setembre de 2004, on es va fer una prospecció i una intervenció preventiva, per estudiar l'impacte ambiental i per fer un desdoblament en el tram de la carretera C-66 que travessa el poble.